# Tabernaemontana

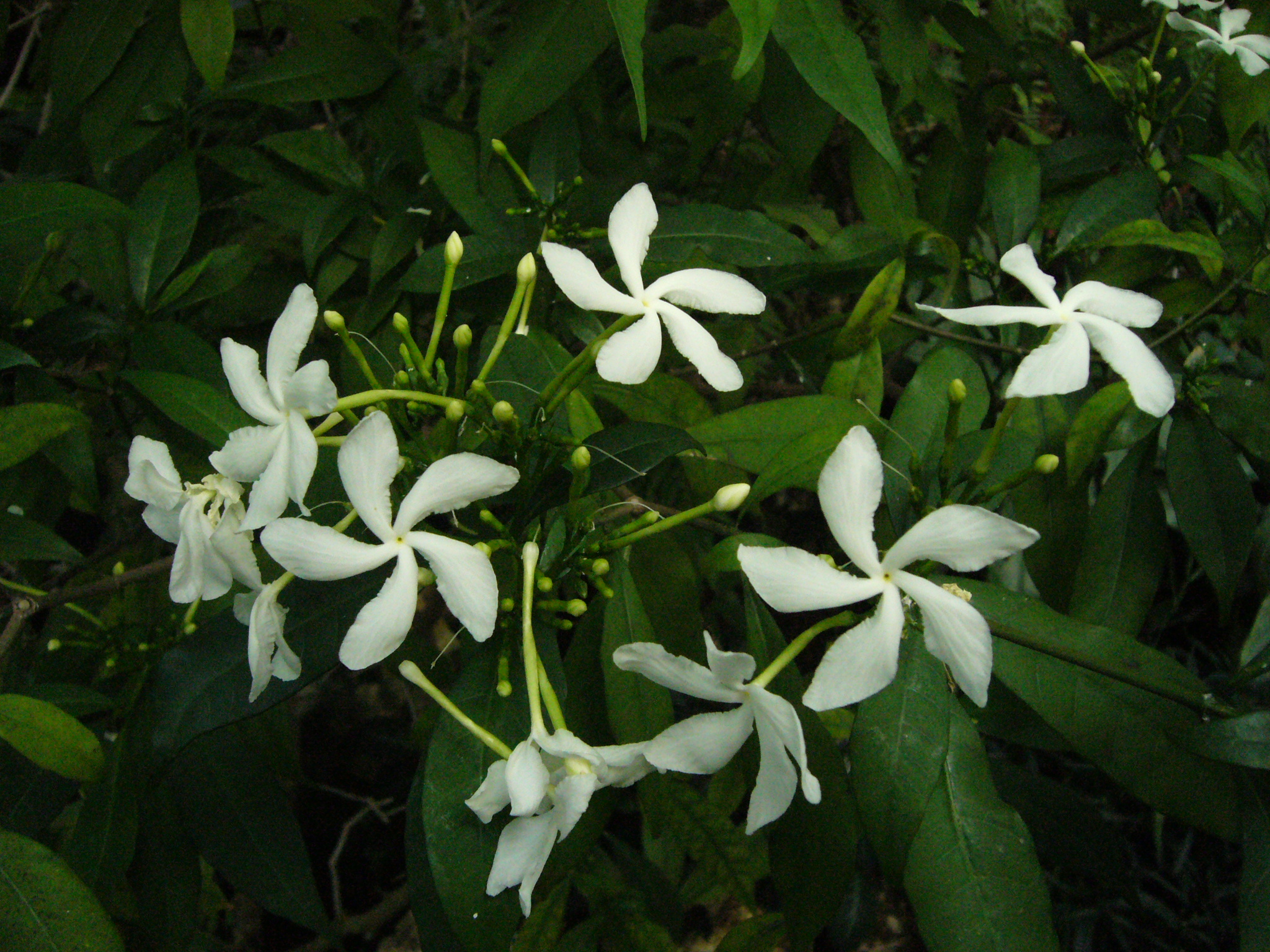
Tanernaemontana corymbosa

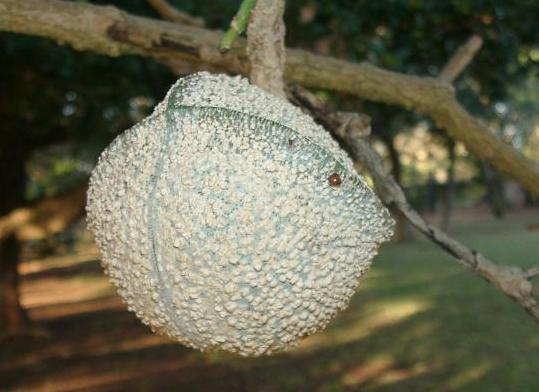
Tanernaemontana elegans

Tabernaemontana L. é um género botânico pertencente à família das Apocináceas.

## Etimologia
O nome genérico, Tabernaemontana, foi cunhado em homenagem ao botânico e herbalista alemão do séc. XVI, James Theodore, conhecido pelo cognome «Tabernaemontanus».

## Sinonímia
- Anacampta Miers
- Anartia Miers
- Bonafousia A. DC.
- Camerunia (Pichon) Boiteau
- Capuronetta Markgr.
- Conopharyngia G. Don
- Domkeocarpa Markgr.
- Ervatamia (A. DC.) Stapf
- Gabunia K. Schum. ex Stapf
- Hazunta Pichon
- Leptopharyngia (Stapf) Boiteau
- Muntafara Pichon
- Ochronerium Baill.
- Oistanthera Markgr.
- Pagiantha Markgr.
- Pandaca Thouars
- Pandacastrum Pichon
- Peschiera A. DC.
- Phrissocarpus Miers
- Protogabunia Boiteau
- Pterotaberna Stapf
- Quadricasaea Woodson
- Rejoua Gaudich.
- Sarcopharyngia (Stapf) Boiteau
- Stenosolen (Mull.Arg.) Markgr.
- Taberna Miers
- Testudipes Markgr.

## Espécies
- Tabernaemontana africana. África.
- Tabernaemontana alba . América Central.
- Tabernaemontana amygdalifolia. Sul do México, América central, norte da América do Sul.
- Tabernaemontana bovina. Sul da China a Tailândia.
- Tabernaemontana bufalina. Sul da China a Tailândia.
- Tabernaemontana calcarea. Madagascar.
- Tabernaemontana capuronii. Madagascar.
- Tabernaemontana catharinensis. Oeste da América do sul.
- Tabernaemontana ciliata. Madagascar.
- Tabernaemontana citrifolia. Caraíbas.
- Tabernaemontana coffeoides. Madagascar.
- Tabernaemontana corymbosa. Sudeste da Ásia.
- Tabernaemontana crassa. Madagascar.
- Tabernaemontana crassifolia. Madagascar.
- Tabernaemontana cymosa. Oeste da América do Sul.
- Tabernaemontana debrayi. Madagascar.
- Tabernaemontana divaricata . Norte da  Índia à Tailândia.
- Tabernaemontana elegans . África do Sul; Moçambique e norte da Somália.
- Tabernaemontana eusepala. Madagascar.
- Tabernaemontana eusepaloides. Madagascar.
- Tabernaemontana heyneana. Índia.
- Tabernaemontana humblotii. Madagascar.
- Tabernaemontana laeta. América do Sul.
- Tabernaemontana mocquerysii. Madagascar.
- Tabernaemontana pachysiphon. Região tropical da África.
- Tabernaemontana pandacaqui. Sudeste da Ásia, Australasia.
- Tabernaemontana phymata. Madagascar.
- Tabernaemontana retusa. Madagascar.
- Tabernaemontana rostrata. Sudeste da Ásia.
- Tabernaemontana sambiranensis. Madagascar.
- Tabernaemontana sananho. Norte da América do Sul.
- Tabernaemontana sessilifolia. Madagascar.
- Tabernaemontana siphilitica. Norte da América do Sul.
- Tabernaemontana stellata. Madagascar.
- Tabernaemontana ventricosa. Camarões, África do Sul.

- Lista completa

## Classificação do género
| Sistema | Classificação                      | Referência               |
| ------- | ---------------------------------- | ------------------------ |
| Linné   | Classe Pentandria, ordem Monogynia | Species plantarum (1753) |